# Montebello della Battaglia
Montebello della Battaglia ist eine italienische Gemeinde mit 1443 Einwohnern (Stand 31. Dezember 2023) im Südwesten  der Region Lombardei. Der Namenszusatz della Battaglia bezieht sich auf zwei Schlachten, die in Montebello geschlagen wurden.
Am 9. Juni des Jahres 1800 schlugen napoleonische Truppen bei Montebello die Österreicher (→Schlacht bei Montebello (1800)).
Am Beginn des zweiten italienischen Unabhängigkeitskriegs kämpften die verbündeten Franzosen und Piemontesen bei Montebello am 21. Mai 1859 gegen österreichische Verbände, die zunächst die Oberhand gewannen. Piemontesische Kavallerieeinheiten verhinderten einen österreichischen Sieg. Französische Verstärkungen entschieden das Gefecht dann zugunsten der verbündeten Franzosen und Piemontesen.